# Egon von Schweidler
Egon von Schweidler (ur. 10 lutego 1873 w Wiedniu, zm. 12 lutego 1948 w Salzburgu) – austriacki fizyk. Prowadził badania w dziedzinie elektryczności, fizyki atomu oraz promieniotwórczości. W 1905 roku jako pierwszy wykazał statystyczną naturę rozpadu promieniotwórczego. Był profesorem Uniwersytetu Wiedeńskiego.
Studiował fizykę i matematykę na Uniwersytecie Wiedeńskim. W 1895 obronił doktorat na podstawie rozprawy "O wewnętrznym tarciu rtęci i niektórych amalgamatów". Po habilitacji w 1899 został powołany na Katedrę Fizyki Doświadczalnej na Uniwersytecie w Innsbrucku gdzie w latach 1925-1926 pełnił funkcję rektora. W 1926 roku powrócił do Wiednia jako kierownik I Instytutu Fizyki.